# Johann Wilhelm von Mirbach-Harff

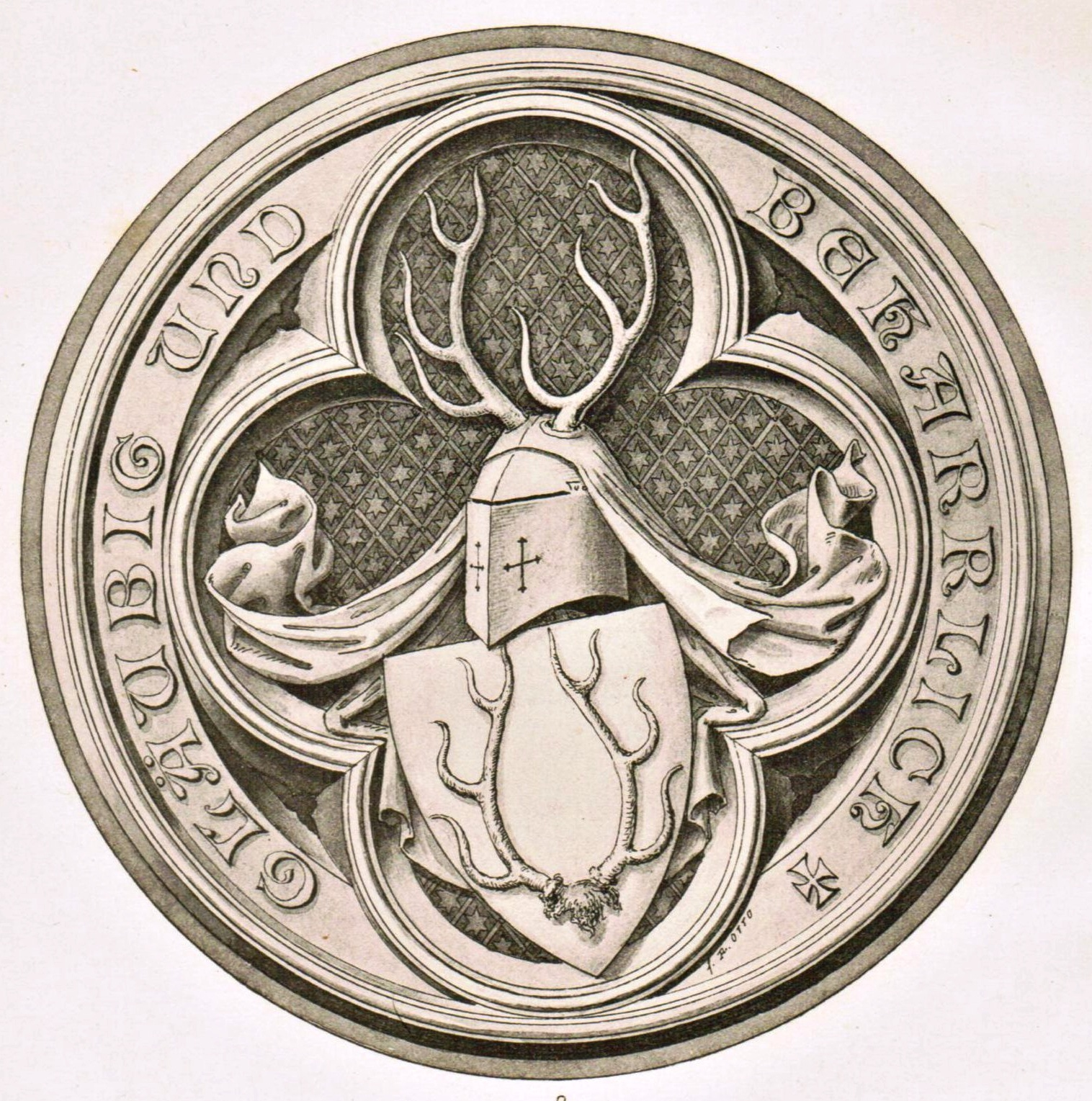
Wappen der Adelsfamilie von Mirbach

Johann Wilhelm Josef Graf von Mirbach-Harff (* 3. Februar 1784 in Düsseldorf; † 23. Dezember 1849 in Dresden) war ein Mitbegründer der „Genossenschaft des Rheinischen Ritterbürtigen Adels“ mit damaligem Sitz in Bedburg/Erft.

## Leben
Johann Wilhelm Josef Graf von Mirbach-Harff war der Sohn von Gerhard Johann Wilhelm Josef Freiherr von Mirbach-Harff und dessen Ehefrau Augusta Maria Elisabeth Freiin Velbrück zu Lanquit. Sein Großonkel Karl Joseph von Mirbach (1718–1798), wirkte als Domherr im Fürstbistum Speyer und versah das Amt eines Domscholasters am Kaiserdom zu Speyer.
Johann Wilhelm von Mirbach lebte auf Schloss Harff an der Erft bei Bedburg. Aus einer Freiherrenfamilie des Rheinischen Uradels stammend, wurde er 1840 in den preußischen Grafenstand erhoben.
Verheiratet war Johann Wilhelm mit Antoinette Augusta Franziska Walburga Wolff-Metternich zur Gracht (* 1797; † 14. Mai 1858) in kinderloser Ehe. Daher adoptierten das Paar ein Kind seiner Schwester Ottilia, die mit Maximilian Freiherr von Vorst-Lombeck zu Gudenau verheiratet war, und zwar den zweitgeborenen Sohn Richard Freiherr von Vorst-Gudenau. Dieser übernahm mit landesherrlicher/königlich preußischer Genehmigung seinen Namen, den Titel und das Wappen derer von Mirbach zu Harff.